# Tradizioni e folclore dell'Alto Mantovano
Questa pagina descrive le tradizioni e il folclore dell'Alto Mantovano.

## Storia
A determinare la civiltà e i pensieri della gente in passato è stato il rapporto con la terra. Cultura antica e storia recente, rituali dell'attività agricola, travagli sociali e religiosità contadina sono gli elementi che stanno alla base del mondo rurale, depositario di secolari tradizioni, che si esprime nel patrimonio di feste. Ancora sentite sono alcune ricorrenze diffuse in generale nei paesi agricoli del Nord Italia e legate alla tradizione contadina. Molte di esse tuttavia hanno perduto la sostanza religiosa e sociale che le caratterizzava in origine.

## Feste antiche
- San Martino

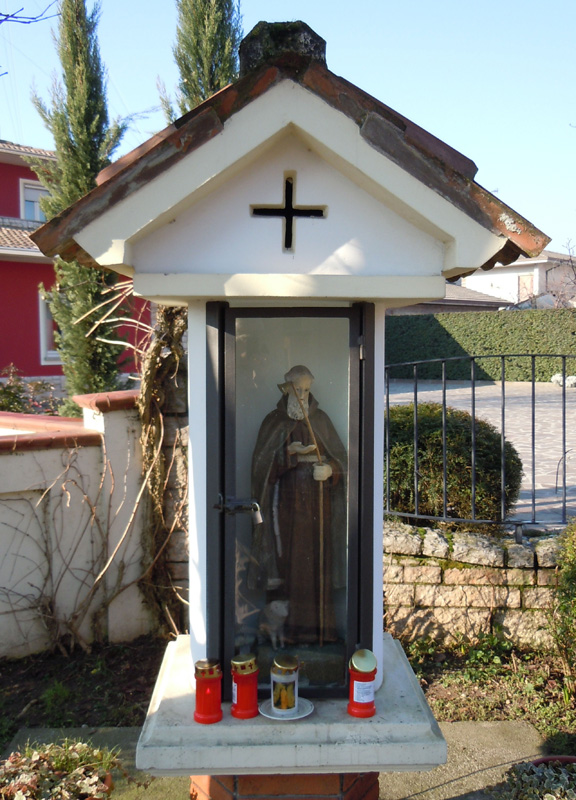
Santella di Sant'Antonio Abate a Castel Goffredo

Ad esempio, la festività di San Martino (11 novembre), nei secoli scorsi, e fino alla prima metà del Novecento, aveva un'importanza molto maggiore di oggi. Essa, infatti, non era soltanto la festa delle castagne e del vino novello, come la società opulenta ed edonistica dei nostri giorni tende a proporre, ma le prime e il secondo erano inseriti nei ben più complessi riti della civiltà contadina. La giornata di San Martino concludeva infatti per tradizione l'anno agrario: con essa finiva il lavoro dei campi al subentrare delle brume autunnali, e gli affittuari e mezzadri lasciavano i campi e spesso le case, allo scadere dei vincoli fissati l'anno precedente. Al contrario la società urbana e industriale di oggi è ormai sradicata dal contatto con la terra e con i suoi ritmi stagionali.
- Santa Lucia

Nell'Alto Mantovano, come in altre poche terre circostanti – Mantovano, Bresciano, Veronese, Bergamasco, Cremasco, Cremonese – è rimasta viva ancora oggi la leggenda di Santa Lucia, che la sera del 12 dicembre – così si racconta ai più piccoli – porta i doni in una cesta sulla groppa d'un asino, al quale vengono preparati acqua e fieno, mentre la santa dovrebbe lasciare i regali per premio e il carbone per punizione.
- Sant'Antonio Abate

Una importante festività ancora piuttosto viva è quella del patrono degli animali domestici Sant'Antonio Abate – 17 gennaio -, durante la quale un tempo venivano schierati sul sagrato in attesa delle benedizione gli animali protetti dal santo; a volte la festa associata a un rituale falò propiziatorio, chiamato buriél.
- Il falò (burièl) della Vecchia

In passato, come in altri paesi della Bassa Bresciana e del Mantovano, era molto più diffusa la tradizione di salutare la fine dell'inverno o del carnevale bruciando la “vecchia”, detta ècia, un fantoccio appositamente preparato.
Quest'ultimo rappresentava quella che nel resto d'Italia è nota come befana; essa è in queste zone comunemente chiamata la ècia in quanto vecchia povera e brutta, entità diabolica e munita di scopa al pari delle streghe, simbolo al tempo stesso dell'anno appena trascorso e dell'oscurità invernale che il cammino del sole, da pochi giorni fattosi più lungo, incomincia a fugare. È il demone delle tenebre, del freddo gelido e della terra isterilita, ben lontana dall'immagine positiva di dispensatrice di doni che le viene data in tanta parte dell'Italia.
Nell'Alto Mantovano tale compito è invece affidato a Santa Lucia, divinità solstiziale della luce positiva che, come porta doni ai bambini, così reca agli adulti il prossimo ritorno del sole, la bella stagione e la fertilità dei campi.
Per vincere il nefasto imperversare della vecchia si è creata pertanto la tradizione di bruciarne l'effigie nella notte dell'Epifania, ponendola su un grande falò di sterpi e legni vecchi, il burièl, evocatore con le sue fiamme del sole che si vuole ritorni ad illuminare e riscaldare il cielo.
Tuttavia questo rito, a seconda dei luoghi e dei paesi, può essere altrimenti frequentemente associato alla festa di S. Antonio Abate o al carnevale.

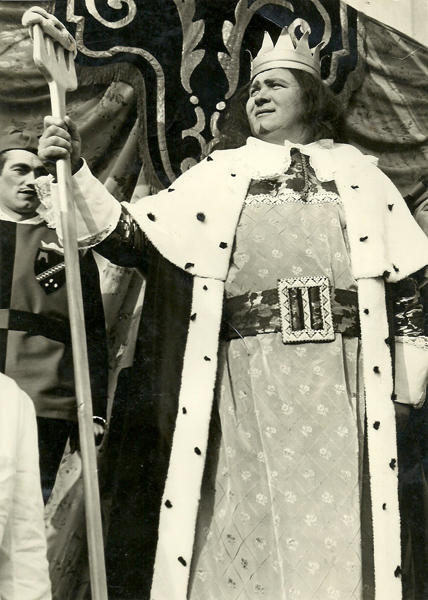
Re Gnocco, 7 febbraio 1964

Lo stesso rituale, inoltre, viene celebrato a Castiglione e nelle località vicine anche il giovedì di mezza quaresima, il quarto dopo le Ceneri, quando i giovani di un tempo erano soliti portare per le vie delle cittadine altomantovane il fantoccio della vecchia – qui simbolo inoltre delle privazioni e delle pene del vivere -, che dopo un sommario processo veniva bruciato la sera stessa fra risa e schiamazzi.
- Carnevale

A Castel Goffredo, ogni quattro anni, si svolge il tradizionale carnevale risalente al 1872 e si festeggia la maschera di Re Gnocco.
È di Canneto sull'Oglio l'usanza di costruire un fantoccio di paglia rappresentante la ècia e di seppellirlo nella sera del martedì grasso dopo una formale sentenza di condanna. A Piubega la festa è in onore del raanér, il re delle rane. Carri e gruppi in costume sfilano nelle vie dei paesi di Castel Goffredo, Castiglione, Volta Mantovana, e all'inizio e alla metà della Quaresima ricompaiono le gnoccolate a Redondesco.